# 1943 a jogalkotásban
1943-ban az alábbi jogszabályokat alkották meg:

## Törvények
1943. évi I. törvénycikk: Az 1944. évi állami költségvetésről